# Intergalactic
Intergalactic è una serie televisiva britannica del 2021 ideata da Julie Gearey.
Il 26 agosto 2021 la serie è stata ufficialmente cancellata.

## Trama
Anno 2143. Dopo che la poliziotta del cielo Ash Harper è stata incastrata per un crimine che non aveva commesso, viene messa a bordo della nave da trasporto di prigionieri, la Hemlock, diretta a una prigione fuori dal pianeta. A bordo viene gettata nella mischia di un ammutinamento suscitato da una banda di criminali incallite che minacciano di ucciderla se non le porta in salvo.

## Episodi
| Stagione       | Episodi | Prima TV UK | Prima TV Italia |
| -------------- | ------- | ----------- | --------------- |
| Prima stagione | 8       | 2021        | 2021            |

## Personaggi e interpreti

### Principali
- Ash Harper, interpretata da Savannah Steyn, doppiata da Emanuela Ionica.
Poliziotta e pilota per le autorità del Commonworld, ingiustamente accusata di furto di New Aurum.
- Candy Skov-King, interpretata da Eleanor Tomlinson, doppiata da Elena Perino.
Aliena della galassia Aureaniana in debito con Tula.
- Dott.ssa Emma Grieves, interpretata da Natasha O'Keeffe, doppiata da Francesca Manicone.
Ex scienziata del Commonworld e membro fondatore dell'ARC.
- Tula Quik, interpretata da Sharon Duncan-Brewster, doppiata da Laura Romano.
Pericolosa leader di una banda.
- Drew Bunchanon, interpretato da Thomas Turgoose, doppiato da Niccolò Guidi.
Unica guardia carceraria ancora in vita sulla Hemlock.
- Verona Flores, interpretata da Imogen Daines, doppiata da Rossa Caputo.
Cyber-hacker criminale.
- Genevieve "Genny" Quik, interpretata da Diany Samba-Bandza, doppiata da Erica Necci.
Combattente migliorata ciberneticamente e figlia di Tula.
- Dott. Benedict Lee, interpretato da Craig Parkinson, doppiato da Massimo Bitossi.
Presidente del Commonworld, con la passione per l'apicoltura.
- Rebecca Harper, interpretata da Parminder Nagra, doppiata da Rachele Paolelli.
Arci-maresciallo capo della sicurezza galattica per il Commonworld e madre di Ash.
- Echo Nantu-Rose, interpretato da Oliver Coopersmith, doppiato da Manuel Meli.
Pirata spaziale con la vista migliorata.

### Ricorrenti
- Wendell, interpretato da Neil Maskell, doppiato da Gabriele Sabatini.
Sergente di polizia del Commonworld e superiore di Ash. In realtà è una spia per conto dell'ARC.
- Yann Harper, interpretato da Hakeem Kae-Kazim, doppiato da Stefano Mondini.
Padre di Ash, leader dell'ARC in guerra contro il Commonworld. Ha organizzato il rapimento di Ash per riunirsi con sua figlia.

## Produzione

### Riprese
Le riprese principali della serie, iniziate nell'ottobre 2019, si sono svolte in Spagna, nelle provincie di Granada e Almería, nella Città delle Arti e delle Scienze di Valencia e nell'autopista M-30 di Madrid.

## Promozione
Le prime immagini della serie sono state diffuse online il 12 novembre 2020, mentre il primo trailer è stato pubblicato il 25 gennaio 2021, e il secondo il 15 aprile seguente.

## Distribuzione
La serie è stata trasmessa nel Regno Unito da Sky One il 30 aprile 2021.
In Italia è andata in onda su Sky Atlantic ed è distribuita sulla piattaforma di streaming Now dal 31 maggio al 21 giugno 2021.
In Australia è stata resa disponibile sulla piattaforma Stan il 1º maggio 2021, mentre negli Stati Uniti ha debuttato sulla piattaforma Peacock il 13 maggio seguente.

### Edizione italiana
La direzione del doppiaggio è di Giuppy Izzo e i dialoghi italiani sono curati da Fiamma Izzo e Silvia Bossi per conto della Pumais Due che si è occupata anche della sonorizzazione.

## Accoglienza

### Critica
Sull'aggregatore di recensioni Rotten Tomatoes la prima stagione ottiene il 60% delle recensioni professionali positive, con un voto medio di 5 su 10 basato su 5 critiche.
Joel Keller di Decider scrive: "[la serie] si sforza molto per creare il suo mondo, lasciando però confusione sulla scia".